# 貝格豪斯巴赫河
52°05′21.10″N 8°15′54.56″E / 52.0891944°N 8.2651556°E
貝格豪斯巴赫河（德語：Berghauser Bach），是德國的河流，位於該國西部，處於北萊茵-威斯特法倫州，屬於卡蘇姆巴赫河的右支流，河道全長1.4公里，發源自博格霍爾茨豪森以西。